# Port lotniczy Pecz-Pogány
Port lotniczy Pecz-Pogány (IATA: PEV, ICAO: LHPP) – międzynarodowy port lotniczy położony w Peczu. Jest jednym z pięciu międzynarodowych portów lotniczych na Węgrzech.

## Kierunki lotów i linie lotnicze
| Linia lotnicza | Kierunek              |
| -------------- | --------------------- |
| Universal Air  | 1. Malta 2. Monachium |